# Daniel Hurtado
Daniel Hurtado Parot es un constructor civil, empresario y dirigente gremial chileno, expresidente de la Cámara Chilena de la Construcción (CChC) de su país.
Se formó como constructor civil en la Pontificia Universidad Católica de Chile, en la capital, titulándose en el año 1988.
Entre 1989 y 2005 desempeñó labores en Brotec, empresa de ingeniería dedicada a la construcción y al desarrollo de proyectos y obras de infraestructura, donde alcanzó la gerencia general.
A mediados de 2010 acompañó como primer vicepresidente a Gastón Escala en su postulación a la presidencia de la CChC, responsabilidad que ejerció hasta 2012, una vez electo él mismo como presidente del gremio. Dejó el cargo en 2014.
En la actualidad es presidente de la constructora Excon. Anteriormente fue socio y gerente general del Grupo Inmobiliario Pacal, donde trabajó desde el año 2006.
Casado con Constanza Labarca Kupfer, es padre de seis hijos.